# Robert Spencer, 2. Earl of Sunderland

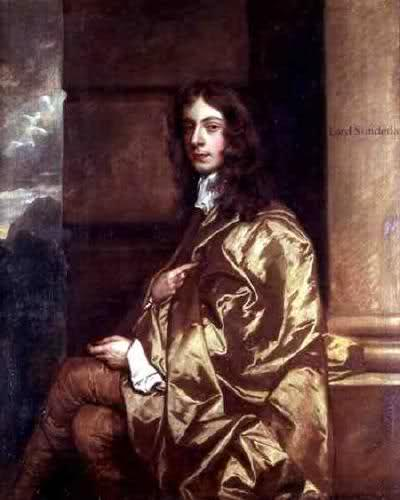
Robert Spencer, 2. Earl of Sunderland

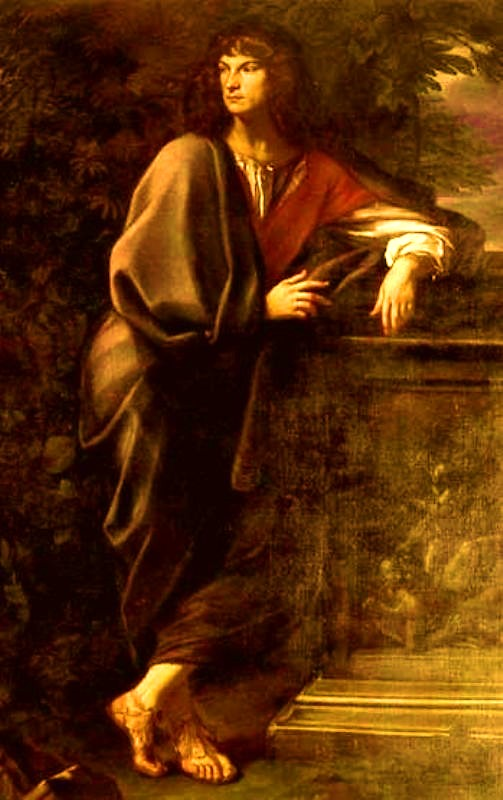
Sunderland in antiker Kleidung von Carlo Maratta

Robert Spencer, 2. Earl of Sunderland,  (* 5. September 1641 in Paris; † 28. September 1702 in Althorp) war ein englischer Diplomat und Politiker. Er war unter drei englischen Königen einer der einflussreichsten Berater. Da er keine Treue zu politischen Parteien kannte, war er auch sehr unbeliebt.

## Leben
Er war der Sohn von Henry Spencer, 1. Earl of Sunderland (1620–1643), der im Englischen Bürgerkrieg auf Seiten der Royalisten in der ersten Schlacht von Newbury fiel, und von Lady Dorothy Sydney, Tochter des Robert Sidney, 2. Earl of Leicester. Nach dem frühen Tod seines Vaters erbte er dessen Titel als 2. Earl of Sunderland und 4. Baron Spencer of Wormleighton. Robert Spencer besuchte das Christ Church College der Universität Oxford und war danach zunächst Captain in einem Reiterregiment unter Ruprecht von der Pfalz, Duke of Cumberland. 1671/72 war er Botschafter in Madrid, 1672/73 in Paris und 1673 in den Niederlanden. Von 1673 bis 1679 war er Gentleman of the Bedchamber und wurde danach Mitglied des Privy Council von Karl II. Von 1679 bis 1688 war er abwechselnd Sekretär des Northern oder Southern Department im Außenministerium, also Außenminister. Unter Karl II. war er Architekt der pro-französischen Außenpolitik. 1681 fiel er vorübergehend in Ungnade wegen seiner Unterstützung der Exclusion Bill (Ausschluss des späteren Jakob II., des Bruders von Karl II., von der Thronfolge, da dieser katholisch war). Zeitweise war er Lord President of the Council und Lord Lieutenant von Warwickshire und 1687 wurde er als Knight Companion in den Hosenbandorden aufgenommen. Unter Jakob II. unterstützte er dessen pro-katholische Politik und konvertierte 1687 selbst zum Katholizismus (was ihm die Gunst der Königin verschaffte), fiel dann aber in Ungnade und wurde 1688 entlassen (der König versuchte durch Entlassung des unpopulären Spencer wieder selbst mehr öffentliche Unterstützung zu erhalten). Nach der Glorious Revolution floh er in die Niederlande. Er versuchte aber auch wieder Kontakte zu den Kreisen um Wilhelm III. zu knüpfen und 1690 wurde ihm erlaubt, nach England zurückzukehren, nachdem er wieder anglikanisch wurde. Ab 1693 war er ein einflussreicher politischer Berater von Wilhelm III. Unter anderem riet er ihm, seine Minister aus der Whig-Partei zu holen, war Mittler zwischen dem König und dem Parlament und versöhnte ihn mit der späteren Queen Anne. Sein Ruf nahm um diese Zeit weiteren Schaden, als im Winter 1697/98 sein Schwiegersohn Donough MacCarthy, 4. Earl of Clancarty, ein führender Jakobit, aus dem Tower entkam. Er überzeugte seine Braut (die Heirat war arrangiert worden als sie noch sehr jung waren), sich ihm anzuschließen, deren Bruder erfuhr aber davon und ließ ihn verhaften. Schließlich erlaubte der König, den der Skandal eher amüsierte, dem Ehepaar nach Altona auszureisen.
1697 wurde er Lord Chamberlain of the Household, wurde auf Druck der Whigs aber nach kurzer Zeit aus dem Amt gedrängt, war kurze Zeit einer der Lord Justice und zog sich noch 1697 ganz aus dem politischen Leben zurück und lebte zurückgezogen in Althorp. 
Sein Privatleben war wenig verschwenderisch und im Vergleich zu vielen hohen Adligen am Hof der Stuarts war er auch nicht für ein ausschweifendes Leben bekannt, er hatte aber eine Vorliebe für das Glücksspiel, was ihn bisweilen in finanzielle Probleme brachte, und war ein Kunstsammler. Er hatte ein aufbrausendes Temperament und nahm kein Blatt vor den Mund, was ihm viele Feinde verschaffte, er konnte aber auch Freundschaften knüpfen und aufrechterhalten.

## Ehe und Nachkommen
Am 10. Juni 1665 heiratete er Lady Anne Digby († 1715), die Tochter von George Digby, 2. Earl of Bristol. Sie hatten zwei Söhne und zwei Töchter:
- Robert Spencer, Lord Spencer (1666–1688);
- Lady Anne Spencer (1667–1690) ⚭  1687 James Hamilton, 4. Duke of Hamilton;
- Lady Elizabeth Spencer (um 1673–1704) ⚭ 1684 Donogh MacCarty, 4. Earl of Clancarty;
- Charles Spencer, 3. Earl of Sunderland (1674–1722).

Seine Adelstitel erbte 1702 sein einziger überlebender Sohn Charles.